# Равноапостол
Равноапостол (в православието) е християнски светец, определен за такъв поради приноса си за разпространението на християнството. Обикновено за равноапостолни биват определяни древни регионални политици, които са въвели тази религия в държавата, която са управлявали, или са имали известно влияние – като св. цар Борис I, Олга Киевска (Олга Премъдра) или св. Нина, просветителка на Грузия. Едни от редките изключения са св. Константин Велики и св. Елена – въвели християнството в Римската империя, а също и равноапостолните братя св. св. Кирил и Методий.